# Пернамбуко
Пернамбуко (на португалски: Pernambuco, изговаря се по-близко до Пернамбуку) е един от 26-те щата на Бразилия. Пернамбуко е разположен в североизточната част на страната. Столицата му е град Ресифе. Пернамбуко е с население от 8 502 603 жители (прибл. оц. 2006 г.) и обща площ от 98 311,62 кв. км.